# 勒瓦尔德
勒瓦尔德（法語：Lewarde，法語發音：[ləwaʁd]）是法国上法蘭西大區北部省的一个市镇，位于该省中部偏东，属于杜埃区。

## 地理
勒瓦尔德（50°20'27"N, 3°10'7"E）面积3.9 平方千米，位于法国上法蘭西大區北部省，该省份为法国最北部的省份及最长的省份，西北濒北海，西接加来海峡省，南至埃纳省和索姆省，东与比利时接壤。
与勒瓦尔德接壤的市镇（或旧市镇、城区）包括：洛夫尔、埃尔尚、盖南、马尼、鲁库尔。
勒瓦尔德的时区为UTC+01:00、UTC+02:00（夏令时）。

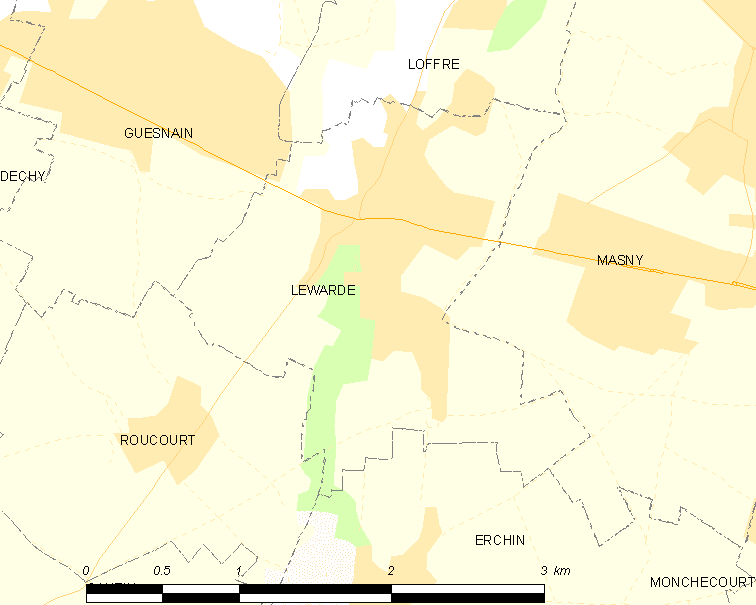
勒瓦尔德的OSM定位图

## 行政
勒瓦尔德的邮政编码为59287，INSEE市镇编码为59345。

## 政治
勒瓦尔德所属的省级选区为阿尼什县。

## 人口

1962-2008年间勒瓦尔德人口变化图示

勒瓦尔德于2022年1月1日时的人口数量为2388人。